# Томатне пюре

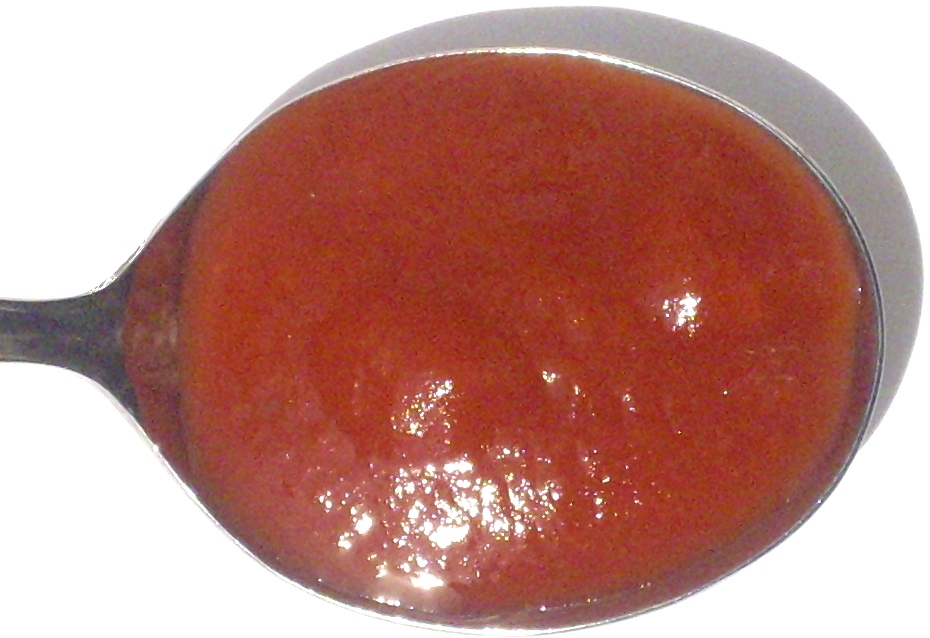
Ложка томат-пюре

Томатне пюре (томат-пюре; італ. passata) — пюре з протертих помідорів зі вмістом сухих речовин від 8 до 12 %. За більшої концентрації продукт називають томатною пастою.
В домашніх умовах для подрібнення плодів можна використати м'ясорубку. Після подрібнення томати уварюють у 2 або 2,5 рази, енергійно помішуючи. Деякі сучасні апарати для приготування пюре перед протиранням видаляють у помідорів шкірку. В Євросоюзі під італійською назвою «пасата» продають томатне пюре, як правило, проціджене таким чином, щоб видалити насіння і дрібні грудочки.
Для приготування томатного пюре можна використовувати прес-пюре.